# Sitonini
Sitonini es una tribu de insectos coleópteros curculiónidos pertenecientes a la subfamilia Entiminae.  

## Géneros
- Andrion – Cecractes – Charagmus – Coelositona – Ecnomognathus – Eugnathus – Schelopius – Sitona – Sitonitellus – Velazquezia